# البورگ (شهر)، ورمانت
البورگ (شهر)، ورمانت (به انگلیسی: Alburgh (town), Vermont) یک سکونتگاه مسکونی در ایالات متحده آمریکا است که در شهرستان گرند آیل، ورمانت واقع شده‌است.

## خصوصیات
البورگ ۱۲۶٫۴ کیلومترمربع مساحت و ۱٬۹۵۲ نفر جمعیت دارد.